# David Wheaton
David Wheaton (* 2. Juni 1969 in Minneapolis) ist ein ehemaliger US-amerikanischer Tennisspieler.

## Karriere
Wheaton stand 1986 an der Seite von Jeff Tarango im Doppelfinale des Juniorenturniers der US Open. Im Einzel unterlag er dort im Viertelfinale Javier Sánchez. Im darauf folgenden Jahr gewann er den US-Open-Juniorentitel durch einen Finalsieg über Andrei Tscherkassow. Er studierte ein Jahr an der Stanford University und gewann 1988 den NCAA-Einzeltitel.
Im selben Jahr wurde er Tennisprofi und im Januar 1989 gewann er seine erste Partie auf der ATP Tour, als er durch einen Sieg über Luke Jensen die zweite Runde in Wellington erreichte. Im August des Jahres drang er in Stratton Mountain erstmals in ein Halbfinale vor; er besiegte dort nacheinander Andre Agassi und Jim Courier, bevor er in drei Sätzen Brad Gilbert unterlag. Seinen ersten Einzeltitel gewann er 1990 in Kiawah Island, im selben Jahr folgte sein erster Doppeltitel. 1991 gewann er den Grand Slam Cup in München durch einen Finalerfolg über Michael Chang, nachdem er zuvor Michael Stich in drei Sätzen, die jeweils erst im Tie-Break entschieden wurden, niedergerungen hatte. Aufgrund einer Hüftverletzung (1994), einer Verletzung der Achillessehne (1996) sowie einer Ellbogenoperation (1998) konnte er später nicht mehr an seine früheren Leistungen anknüpfen. Sein letztes Halbfinale auf der Profitour erreichte er im Juli 1997 in Washington. Danach spielte er hauptsächlich auf der ATP Challenger Tour, wobei er selbst dort teilweise durch die Qualifikation musste. In seiner Profikarriere gewann er insgesamt drei Einzel- und drei Doppeltitel. Seine beste Platzierung in der Tennisweltrangliste erreichte er 1991 mit Position 12 im Einzel sowie Position 24 im Doppel.
Sein bestes Abschneiden bei einem Grand-Slam-Turnier im Einzel war seine Halbfinalteilnahme in Wimbledon 1991, als er nach Siegen über Petr Korda, Cédric Pioline, Ivan Lendl, Jan Gunnarsson und Andre Agassi in drei Sätzen an Boris Becker scheiterte. In der Doppelkonkurrenz stand er 1990 mit Paul Annacone im Finale der US Open und 1991 mit Patrick McEnroe im Finale der Australian Open. 1995 bei den French Open und 1998 bei den Australian Open konnte er im Doppel jeweils ein weiteres Halbfinale erreichen.
Wheaton absolvierte 1993 zwei Einzelbegegnungen für die US-amerikanische Davis-Cup-Mannschaft. Bei der 1:4-Niederlage in der ersten Runde der Weltgruppe gegen Australien verlor er sein erstes Einzel gegen Mark Woodforde; das unbedeutende letzte Einzel gegen Wally Masur gewann er in zwei Sätzen und holte damit den einzigen Punkt für die USA. 1991 hatte er sein Land beim Hopman Cup vertreten, wo er im Mixed an der Seite von Zina Garrison antrat.
2001 trat David Wheaton vom Profisport zurück.

## Erfolge
| Legende                                               |
| Grand Slam                                            |
| Tennis Masters Cup Grand Slam Cup (1)                 |
| ATP Masters Series (1)                                |
| ATP Championship Series ATP International Series Gold |
| ATP World Series ATP International Series (4)         |
| ATP Challenger Series (2)                             |

| ATP-Titel nach Belag |
| Hartplatz (2)        |
| Sand (2)             |
| Rasen (1)            |
| Teppich (1)          |

### Einzel

#### Turniersiege

##### ATP Tour
| Nr. | Datum             | Turnier        | Belag       | Finalgegner     | Ergebnis      |
| --- | ----------------- | -------------- | ----------- | --------------- | ------------- |
| 1.  | 13. Mai 1990      | Kiawah Island  | Sand        | Mark Kaplan     | 6:4, 6:4      |
| 2.  | 15. Dezember 1991 | Grand Slam Cup | Teppich (i) | Michael Chang   | 7:5, 6:2, 6:4 |
| 3.  | 10. Juli 1994     | Newport        | Rasen       | Todd Woodbridge | 6:4, 3:6, 7:6 |

##### Challenger Tour
| Nr. | Datum          | Turnier  | Belag     | Finalgegner | Ergebnis |
| --- | -------------- | -------- | --------- | ----------- | -------- |
| 1.  | 23. April 1989 | Brasília | Hartplatz | Dan Cassidy | 6:1, 6:2 |

#### Finalteilnahmen
| Nr. | Datum         | Turnier       | Belag     | Finalgegner    | Ergebnis       |
| --- | ------------- | ------------- | --------- | -------------- | -------------- |
| 1.  | 24. März 1991 | Miami         | Hartplatz | Jim Courier    | 6:4, 3:6, 4:6  |
| 2.  | 16. Juni 1991 | Queen’s Club  | Rasen     | Stefan Edberg  | 2:6, 3:6       |
| 3.  | 16. Mai 1993  | Coral Springs | Sand      | Todd Martin    | 3:6, 4:6       |
| 4.  | 16. Juli 1995 | Newport       | Rasen     | David Prinosil | 6:73, 7:5, 2:6 |

### Doppel

#### Turniersiege

##### ATP Tour
| Nr. | Datum          | Turnier  | Belag     | Partner              | Finalgegner                     | Ergebnis |
| --- | -------------- | -------- | --------- | -------------------- | ------------------------------- | -------- |
| 1.  | 28. Juli 1990  | Toronto  | Sand      | Paul Annacone        | Broderick Dyke Peter Lundgren   | 6:1, 7:6 |
| 2.  | 17. April 1993 | Hongkong | Hartplatz | Todd Woodbridge      | Sandon Stolle Jason Stoltenberg | 6:1, 6:3 |
| 3.  | 4. Mai 1996    | Atlanta  | Sand      | Christo van Rensburg | Bill Behrens Matt Lucena        | 7:6, 6:2 |

##### Challenger Tour
| Nr. | Datum          | Turnier | Belag     | Partner      | Finalgegner                 | Ergebnis |
| --- | -------------- | ------- | --------- | ------------ | --------------------------- | -------- |
| 1.  | 30. April 1989 | Itu     | Hartplatz | Kent Kinnear | Nelson Aerts Marcos Hocevar | 6:3, 6:4 |

#### Finalteilnahmen
| Nr. | Datum             | Turnier         | Belag     | Partner           | Finalgegner                    | Ergebnis           |
| --- | ----------------- | --------------- | --------- | ----------------- | ------------------------------ | ------------------ |
| 1.  | 9. September 1990 | US Open         | Hartplatz | Paul Annacone     | Pieter Aldrich Danie Visser    | 2:6, 6:7, 2:6      |
| 2.  | 27. Januar 1991   | Australian Open | Hartplatz | Patrick McEnroe   | Scott Davis David Pate         | 7:6, 6:7, 3:6, 5:7 |
| 3.  | 19. Mai 1991      | Umag            | Sand      | Richey Reneberg   | Gilad Bloom Javier Sánchez     | 6:7, 6:2, 1:6      |
| 4.  | 12. Juli 1992     | Newport (1)     | Rasen     | Paul Annacone     | Royce Deppe David Rikl         | 4:6, 4:6           |
| 5.  | 9. August 1992    | Los Angeles     | Hartplatz | Francisco Montana | Patrick Galbraith Jim Pugh     | 6:7, 6:7           |
| 6.  | 10. Juli 1994     | Newport (2)     | Rasen     | Kent Kinnear      | Alex Antonitsch Greg Rusedski  | 4:6, 6:3, 4:6      |
| 7.  | 23. April 1995    | Nizza           | Sand      | Luke Jensen       | Cyril Suk Daniel Vacek         | 6:3, 6:7, 6:7      |
| 8.  | 15. Oktober 1995  | Tel Aviv        | Hartplatz | Kent Kinnear      | Jim Grabb Jared Palmer         | 4:6, 5:7           |
| 9.  | 12. Mai 1996      | Pinehurst       | Sand      | Ken Flach         | Pat Cash Patrick Rafter        | 2:6, 3:6           |
| 10. | 8. März 1998      | Scottsdale      | Hartplatz | Kent Kinnear      | Cyril Suk Michael Tebbutt      | 6:4, 1:6, 6:7      |
| 11. | 11. April 1999    | Hongkong        | Hartplatz | Andre Agassi      | James Greenhalgh Grant Silcock | kampflos           |
| 12. | 17. Juni 2001     | Queen’s Club    | Rasen     | Eric Taino        | Bob Bryan Mike Bryan           | 3:6, 6:3, 1:6      |